# Імаї Юка
Юка Імаї (яп. 今井由香, нар. 19 вересня 1970; Атамі, Сідзуока) — незалежна японська сейю, яка раніше була представлена Gekidan Moonlight.

## Ролі
Визначні ролі виділені жирним шрифтом.

### Anime
- Bakusou Kyoudai Let's & Go!! (Каі Окіта)
- Banner of the Stars (Джінто)
- Boys Be... (Сьоко Саяма)
- Burn Up Excess (Ріо Кінедзоно)
- Burn Up W (Ріо Кінедзоно)
- Crest of the Stars (Джінто)
- Digimon Tamers (Ренамон, Еліс Маккой, Хата Сейко, Макіно Руміко)
- Duel Masters (Рекута Кадоко Rekuta)
- El-Hazard (Калія)
- Excel Saga (Місакі Мацуя)
- Final Fantasy: Unlimited (Ю Хаякава)
- Fruits Basket (Аріза Вотані, молода Акіто Согма)
- Konjiki no Gash Bell!! (Сіорі)
- Maze (Ранчікі)
- Mon Colle Knights (Гіко)
- Mushishi (Nagi (епізод 6))
- Now and Then, Here and There (Набука)
- Oh My Goddess! (Чіхіро Фудзімі)
- Ojamajo Doremi (Міс Юкі/Королева відьомського світу)
- Ojarumaru (Мега Денбо)
- One Piece (Тобіо)
  - Futari wa Pretty Cure Splash Star (Каору Кір'ю)
  - Fresh Pretty Cure! (Королева королевства Мекурумеку)
  - Suite PreCure (Місора Мінаміно)
  - Smile PreCure! (Дівчина з лісу)
  - Doki Doki! PreCure (Ай)
- Peacemaker Kurogane (Судзу Кітамура)
- Puni Puni Poemy (Футаба Аасу)
- Revolutionary Girl Utena (Вакаба Сінохара)
- Saber Marionette (Отару Мамія)
- ToHeart (Йосі Сасахіта)
- Uta no Prince-sama (Сібуя Томосіка)
- Wedding Peach (Скарлет О'Хара/Ангел Сальвія)

### Відеоігри
- Final Fantasy XII (Ларса Феррінос Солідор)
- Galerians (Ріта)
- Growlanser II: The Sense of Justice (Вайн Круз)
- Kazoku Keikaku (Джун Огавара, Кей Хісамі)
- Mega Man Zero (Літаючий левіафан, Копія Ікс)
- Mega Man ZX (Модель Л)
- Namco × Capcom (Руті Кетрі, Ліліт (Darkstalkers))
- Shadow Hearts: Covenant (принцеса Анастасія Романова)
- Tales of Destiny (Руті Кетрі)

### Інші
- Final Fantasy Tactics Advance radio edition (Марче Радіудзу)